# Alice Cherki
Pour les articles homonymes, voir Cherki.
Alice Cherki (née en 1936 à Alger, Algérie) est psychiatre, psychanalyste et écrivaine algérienne. Elle a écrit un ouvrage sur Frantz Fanon auprès duquel elle s'est formée et dont elle partage l'engagement en faveur de l'indépendance de l'Algérie alors sous administration française. 

## Biographie
Alice Cherki naît en 1936 dans une famille juive d'Alger.
Son père est négociant céréalier
,.
Exclue, pendant la Seconde guerre mondiale, de l'école française parce que juive, elle en développe un éveil politique qui l'amène, pendant ses études de médecine, à s'engager pour l'indépendance de l'Algérie
.
À la suite d'une conférence de Frantz Fanon organisée par l'Association de la Jeunesse Algérienne pour l’Action Sociale (AJAAS), elle rejoint, en pleine guerre d'Algérie, l'équipe de ce dernier, alors médecin-chef d'une division de l'hôpital psychiatrique de Blida-Joinville dont elle partage l'engagement pour l'indépendance de l'Algérie,,. Elle se marie à 20 ans avec Charles Géronimi, un associé proche et ami de Fanon dont elle divorcera par la suite. En 1957, elle prépare les examens d'entrée aux hôpitaux psychiatriques de la Seine avant de se réfugier en 1958 à Tunis
.
Elle est interne à la clinique Manouba puis bénéficie d'une bourse du GPRA (Gouvernement Provisoire de la République Algérienne) pour finir ses études en Allemagne de l'Est où elle séjourne notamment à Leipzig. Elle retourne en Algérie à la veille de l'indépendance du pays en 1962.
En 1964, elle s'établit à Paris pour finaliser sa formation de psychiatre et entamer une psychanalyse, tout en séjournant régulièrement en Algérie. Au cours de sa carrière, elle publie de nombreux articles et écrit ou co-dirige un certain nombre d'ouvrages, adressant des thèmes comme l'altérité, l'immigration, la transmission des traumas. En 2007, La Frontière invisible, violences de l’immigration (éditions Elema), ouvrage dans lequel elle tisse un lien entre sa pratique psychanalytique et son expérience politique reçoit le prix Œdipe. En 2016, Alice Cherki publie Mémoires Anachroniques, Lettre à moi-même et à quelques autres, mais son œuvre essentielle est sa biographie-témoignage concernant Frantz Fanon, publiée en 2000 en plusieurs langues puis rééditée, qui souligne le parcours singulier de ce psychiatre antillais ayant notamment mis en avant les effets psychologiques de la colonisation sur le colon et le colonisé,.

## Ouvrages
- Mémoires Anachroniques, Lettre à moi-même et à quelques autres, éd. de l'Aube, 2016
- Frantz Fanon : portrait, Seuil, 2000, réédition en 2011
- La frontière invisible : violences de l'immigration, éd. des Crépuscules, 2007 puis 2009 (réédition)

## Sources
1. 1 2 3  (en) Benjamin Claude Brower, « Frantz Fanon: A Portrait (review) », Journal of Colonialism and Colonial History, vol. 9, no 2,‎ 31 août 2008 (ISSN 1532-5768, DOI 10.1353/cch.0.0003, lire en ligne, consulté le 18 mars 2019)
2. 1 2  
Gaele Sobott, « La dignité est essentielle : entretien avec Alice Cherki », sur blog personnel (consulté le 15 mars 2019).
3. 1 2  
« Alice Cherki: l'éveil politique », À voix nue, France Culture, 3 mars 2019 (consulté le 4 mars 2019).
4. ↑  « Alice Cherki: Fanon et Utopie », A voix nue, France Culture, 4 mars 2019 (consulté le 5 mars 2019).
5. ↑  Guy, Martin, (2004), « Revisiting Fanon's Life, Times, and Thought », African Studies Review, vol 47 (3).
6. 1 2 3  
« Alice Cherki: la lutte pour l'indépendance et l'inquiétude », À voix nue, France Culture,‎ 5 mars 2019 (lire en ligne, consulté le 6 mars 2019).
7. ↑  Karima Lazali, (2007), « Alice Cherki : « La frontière invisible » Violences de l'immigration », Cairn-info, Figures de la psychanalyse 2007/2 (n° 16), pp.307-309 (consulté le 15 mars 2019).
8. 1 2  Alice Cherki, Claire Mestre, Malika Mansouri (2011), « Introduire l'histoire dans la psychanalyse », Cairn-info, Dans L'Autre 2011/3 (Volume 12), pp. 256-265 (consulté le 15 mars 2019).
9. ↑  Claude Guy (2018), « Lectures », Cairn-info, Le Coq-héron 2018/3 (N° 234), pages 152 à 166 (consulté le 31 octobre 2019).
10. ↑  Bernard Doray (2001), « De notre histoire, de notre temps : à propos de Frantz Fanon, portrait d'Alice Cherki », Cairn-info, Sud/Nord 2001/1 (n° 14), pp. 145-166 (consulté le 30 octobre 2019).

### Filmographie
- Résistantes, documentaire de Fatima Sissani, France-Suisse, 2019, 1 h 16 min (voir notice bibliographique du catalogue général de la BnF) Sorti en 2017 sous le titre Tes cheveux démêlés cachent une guerre de sept ans ; avec les témoignages d’Eveline Lavalette Safir, Zoulikha Bekaddour et Alice Cherki.

### Émission de radio
- Ilana Navaro, « Alice Cherki », (en cinq épisodes) [], A voix nue, sur France Culture, mars 2019 (consulté le 29 octobre 2019)